# シネクラブ・デュ・カルティエ・ラタン
シネクラブ・デュ・カルティエ・ラタン（フランス語: Le Ciné-club du Quartier latin）は、フランス・パリにかつて存在したシネクラブ。エリック・ロメールが主宰し、10代のジャン＝リュック・ゴダールやフランソワ・トリュフォー、ジャック・リヴェットが在籍した集団として知られる。

## 概要・来歴
- 当時20代のリセ教師であったロメールの教え子が当初組織したシネクラブで、1948年、毎週木曜日にパリ・セーヌ左岸カルティエ・ラタンのダントン街で開かれた定例上映会の解説役をロメールが引き受けることになる。1930年代のアメリカ映画を中心にさまざまなフィルムを上映した。アンドレ・バザンやジャン＝ジョルジュ・オリオールらが1948年に組織しジャン・コクトーを会長に戴いた、錚々たる面々によるもうひとつのシネクラブ「オブジェクティフ49」の人々も、若い世代が催した意欲的なこの上映会に参加していた。
- 1950年5月、ロメールが編集長となり、それまでの機関誌を『ラ・ガゼット・デュ・シネマ』として新創刊。ゴダールやリヴェットが現代の映画について論じた。同年11月を最後に5号で廃刊、バザンやジャック・ドニオル＝ヴァルクローズらの翌1951年4月の『カイエ・デュ・シネマ』誌創刊の動きに合流した。
- ソルボンヌ大学とIDHEC（フランス高等映画学院、現Fémis）とに留学していたエルネスト・ド・スーザも同シネクラブのメンバーで、彼はその後、ポルトガル・リスボンに戻ってシネクラブ運動を組織し、イタリアのネオレアリズモやフランスのヌーヴェルヴァーグの影響色濃いシネマ・ノーヴォ運動の映画作家となった。

## 主なメンバー
エリック・ロメール、ジャック・リヴェット、ジャン＝リュック・ゴダール、フランソワ・トリュフォー、エルネスト・ド・スーザ、フランシス・ブーシェら（クロード・シャブロル在籍説あり）。

## 註
1. ↑  仏語版Wikipedia、Éric Rohmerの項参照。